# GNN (canal de noticias)
G News Network, comúnmente conocida como GNN, es un canal de televisión pakistaní de noticias y asuntos actuales de 24 horas con sede en Lahore, Pakistán . Es propiedad y está operado por Gourmet Foods .
Fue lanzado en 2005 como CNBC Pakistán bajo una licencia de CNBC Asia Pacific. Fue propiedad de Vision Network Television Limited. En 2015, pasó a llamarse Jaag TV y se relanzó. En 2018, se relanzó nuevamente con un nombre de noticias GNN.

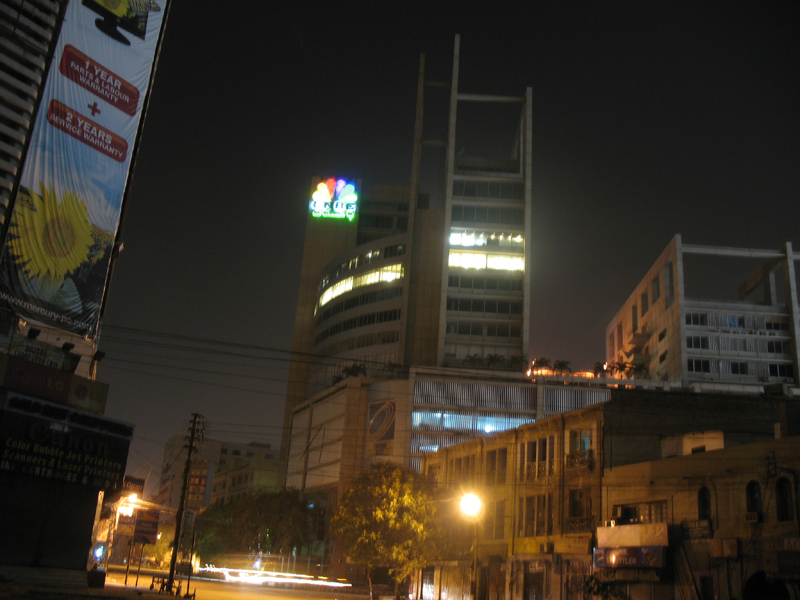
CNBC Pakistan HQ en la noche

Comenzó su transmisión bajo el nombre de CNBC Pakistán al obtener la licencia de CNBC Asia. Fue propiedad de Vision Network Television.
En 2015, se relanzó como Jaag TV después de luchar para competir en el mercado pakistaní. El canal continuó luchando y fue comprado por la empresa de panadería paKistaní, Gourmet Bakeries . Según se informa, lo compraron por ₨ 1.5 mil millones para diversificar su negocio.  
En 2018, la compañía anunció su atención para cambiar el nombre del canal y relanzarlo bajo el nombre, G News Network. Para este propósito, nombraron a Amir Mir hermano del Director de Operaciones (COO) de Hamid Mir del canal.
El 10 de agosto de 2018, Hamid Mir dejó Geo TV y se unió a GNN como presidente del canal junto con otros dos colegas, Sohail Warraich y Munib Farooq. Pero su período fue breve en GNN ya que dos meses después, el 12 de octubre de 2018, Hamid Mir dejó GNN. 
El periodista sénior Dr. Shahid Masood se unió a GNN como presidente el 14 de abril de 2019, continuando su programa "Live With Dr. Shahid Masood". 
El periodista sénior Arif Hameed Bhatti se unió a GNN como Director de operaciones (COO) el 13 de junio de 2019. Será el anfitrión de un espectáculo en GNN.

## Programación
- Khabar Hai (Arif Hameed Bhatti, Saeed Qazi y Tahir Malik)
- Live With Dr. Shahid Masood
- Clash with Imran Khan
- Joke Dar Joke (Hina Niazi)
- Face to Face with Ayesha Bakhsh
- G Kay Sung (Mohsin Bhatti)
- Taron Sy Karain Batain (Fizza Ali)
- Food Street
- Aisa Dais Hai Mera
- Nagar Nagar ki Khabar
- Global Insight